# (500213) 2012 HL36
(500213) 2012 HL36 es un asteroide perteneciente al cinturón de asteroides, descubierto el 27 de enero de 2007 por el equipo del Spacewatch desde el Observatorio Nacional de Kitt Peak, Arizona, Estados Unidos.

## Designación y nombre
Designado provisionalmente como 2012 HL36.

## Características orbitales
2012 HL36 está situado a una distancia media del Sol de 2,729 ua, pudiendo alejarse hasta 3,263 ua y acercarse hasta 2,196 ua. Su excentricidad es 0,195 y la inclinación orbital 9,342 grados. Emplea 1647,36 días en completar una órbita alrededor del Sol.
Los próximos acercamientos a la órbita de Júpiter se producirán el 9 de diciembre de 2059, el 15 de diciembre de 2117 y el 13 de julio de 2154, entre otros.

## Características físicas
La magnitud absoluta de 2012 HL36 es 17,3.